# Epipsilia pontica
Epipsilia pontica är en fjärilsart som beskrevs av Max Wilhelm Karl Draudt 1936. Epipsilia pontica ingår i släktet Epipsilia och familjen nattflyn. Inga underarter finns listade i Catalogue of Life.